# Idealizm subiektywny
Idealizm subiektywny – jeden z podstawowych kierunków w idealizmie. Pogląd jest charakterystyczny zwłaszcza dla myśli filozoficznej George'a Berkeleya, wedle którego rzeczy istnieją tylko o tyle, o ile są postrzegane (zasada esse est percipi). Byty dane nam w doświadczeniu zewnętrznym są jedynie zespołami poszczególnych jakości zmysłowych, a wszystkie owe jakości są subiektywne. Berkeley argumentował to w ten sposób, iż np. jeśli mówię "książka istnieje", to nie znaczy to nic poza faktem, że mogę jej dotknąć, zobaczyć itp. Jeśli jednak ani ja, ani żaden inny umysł nie odbiera na jej temat żadnych wrażeń zmysłowych, to o książce tej nie można powiedzieć, iż "istnieje". Pogląd ten jest mocno związany z immaterializmem.
Najpopularniejsze próby polemiki:
Jeśli widzę książkę i jednocześnie jej dotykam, to mam do czynienia z jedną czy z dwiema rzeczami?
Berkeley nie wahał się stwierdzić, że to, co widzimy jest inną rzeczą od tej, której dotykamy. Podobnie jest również np. gdy patrzymy na jakiś przedmiot z bliska i daleka. Traktowanie tych różnych bytów jako jednego wynika tylko z nieprecyzyjności używanego języka.
Czy gdy budzę się rano każdego dnia, moja sypialnia stwarza się na nowo?
Wedle Berkeleya rzeczy są postrzegane również przez Boga, przez co są trwałe i istnieją bez przerwy. Instancja najpotężniejszego Umysłu jest gwarantem stałości postrzeganych idei.
Logiczny rozwój idei idealizmu subiektywnego prowadzi do solipsyzmu — do twierdzenia, że istnieję tylko ja; poza mną nie ma niczego i nikogo. Idealizm subiektywny szeroko rozpowszechnił się w XX wieku w postaci machizmu, pozytywizmu, egzystencjalizmu i innych nurtów filozoficznych. Włodzimierz Lenin w swej książce Materializm a empiriokrytycyzm zaliczał do grona idealistów subiektywnych również przedstawicieli filozofii immanentnej, podczas gdy Wilhelm Wundt, zdaniem Lenina, wykazał szczegółowo, że filozofia immanentna jest jedynie modyfikacją berkeleizmu.